# Naito Tomoyasu
Tomoyasu Naito (sinh ngày 11 tháng 9 năm 1986) là một cầu thủ bóng đá người Nhật Bản.

## Sự nghiệp câu lạc bộ
Tomoyasu Naito đã từng chơi cho Nagoya Grampus Eight, Avispa Fukuoka, Montedio Yamagata và Fukushima United FC.